# 이순자
이순자(李順子, 1939년 3월 24일~)는 대한민국의 제11·12대 대통령 전두환의 배우자이다.

## 생애

### 초기 약력
1939년 3월 24일에 만주국 신징에서 아버지 이규동과 어머니 이봉년 사이에서 1남 6녀 중 둘째 딸로 출생하였다. 아버지 이규동은 경상북도 성주 출신으로, 고려시대의 재상 이조년의 후손이다. 선대는 경북 고령과 성주에 세거하였다.
장교였던 아버지의 임지를 따라 전전하다가 진해여자중학교에 입학하였다. 그 뒤 아버지를 따라 서울로 이사하여 경기여자중학교와 경기여고를 졸업하고, 언니가 요절하여 집안의 장녀 역할을 하였다.
1957년 이화여자대학교 의과대학에 입학했으나 의사의 꿈을 포기하고 1958년 아버지의 관사에 드나들던 육군 위관 장교 전두환과 결혼하였다. 이순자는 중2 때부터 “아저씨”라고 불렀던 전두환 생도와 결혼하기까지 우여곡절을 겪었다. 전두환이 “고생만 시키게 될 것”이라며 결혼을 주저했기 때문이다. 이순자는 1958년 1월 24일 대구 제일예식장에서 전두환과 결혼식을 올렸다. 전두환의 나이는 28살, 이순자는 20살이었다. 이순자 쪽에서 일방적으로 날짜를 잡고 장소를 결정한 후 전두환에게 통보해서 올린 결혼식이다. 이 일로 인해 이순자는 이화여자대학교에서 퇴학당했다. 당시 이화여자대학교의 학칙은 재학생은 무조건 미혼이어야만 할 것이었는데 전두환과의 결혼으로 인해 기혼이 된 이순자는 이 학칙으로 인해 퇴학당한 것이다.
전두환의 부하 부인들한테 얘기할 때 “인생은 짧다. 군인 부인의 인생은 더 짧다. 그 짧은 동안 남편을 집안일로 골치 아프게 하면 안된다”고 충고하곤 하였다. 이순자는 어쩌다 전두환이 외출할 짬이 있을 때 바로 따라나설 수 있도록 한복은 한복대로 버선과 속적삼까지, 양장은 양장대로 스타킹까지 각각 벽에 걸어놓고 있었다고 한다.
이순자는 하나회 구성원들의 부인 모임에서 군기반장이자 왕이었다. 분명 자신의 남편인 전두환과 노태우는 친구임에도 불구하고 이순자는 노태우의 부인인 김옥숙 여사에게 심할 정도로 과한 요구를 했다. 김옥숙 여사는 이게 얼마나 사무쳤는지 남편인 노태우가 대통령이 되자 이순자에게
| “ | 순자 너는 체육관에서 조작으로 당선된 대통령의 영부인이지만 나는 국민이 직접 뽑아서 당선된 진짜 대통령의 영부인이다. | ” |

라고 일갈했을 정도였다.

### 전두환의 영부인
전두환은 1980년 9월 1일 제11대 대통령으로, 이듬해인 1981년 3월 3일 제12대 대통령으로 취임하였다. 이순자의 나이 41세 때의 일이다. 군대 시절부터 아내를 동반했던 전두환은 공식행사장 어디든 이순자를 대동하였다. 80년대는 흑백에서 컬러 텔레비전으로 바뀌는 시대이다. 컬러 TV를 통해 드러난 40대 초반의 젊은 대통령 배우자의 화려한 의상은 국민들에게 거만하고 사치스럽게 보였다. 취임식 때 신경을 써 입은 당의가 세간의 빈축을 샀고, 해외 순방 때 의상학 교수에게 자문을 받아가며 입은 옷도 역효과가 났다. 시간이 지나면서 이순자는 점차 세간의 비판에 무뎌져 갔다고 한다.
결혼 직후 친정에 들어와 살던 이순자는 11년 만에 집을 마련하여 친정에 진 빚을 갚고 독립할 수 있었다. 이순자의 재력으로 1969년 보광동에 17평의 집을 처음 마련했는데, 이순자의 억척스러운 생활력은 후에 '연희동의 빨간 바지'라는 별명으로 풍자되기도 했다. 남편 전두환의 집권 당시 이순자 본인의 사치스러움과 숙모의 여동생인 장영자 일가의 부정부패 비리가 문제가 되어 사회적 지탄을 받기도 하였다.
이순자는 못생긴 것으로 매우 유명했다. 이 때문에 전두환이 대통령이 되자 이순자의 못생김을 설명하는 단어인 주걱턱이 전두환의 외모를 설명하는 단어인 대머리와 함께 금지어로 지정되었으며 희극 배우 김명덕이 단지 주걱턱이라서 이순자를 희화화한다는 이유만으로 출연이 금지되었다.
2019년 1월 1일, "(전 전 대통령이) 우리나라에 처음으로 단임을 이뤄서 지금 대통령들은 5년만 되면 더 있으려고 생각을 못 하지 않느냐?"며 "(대한민국) 민주주의 아버지가 누구인가. 저는 우리 남편이라고 생각한다."라고 발언해 비판을 받았다. 자유한국당을 제외하고 더불어민주당, 바른미래당, 민주평화당, 정의당 등 여야 정당들은 모두 "전두환이 민주주의 아버지"라는 이순자 여사의 발언을 비판하는 논평을 내었다.

## 학력
- 대구종로초등학교(졸업)
- 경기여자중학교(졸업)
- 경기여자고등학교(졸업)
- 이화여자대학교 의과대학]](의학  중퇴)

### 비학위 수료
- 연세대학교 생활환경대학원(고위여성지도자과정 수료)

## 가족 관계
|                  |                  |                  |                  |                  |                  |  |  |  |  |                       |                       |                       |                       |                       |                       |  |  |  |  | 전상우 (全相禹) 1893~1967 | 전상우 (全相禹) 1893~1967 | 전상우 (全相禹) 1893~1967 | 전상우 (全相禹) 1893~1967 | 전상우 (全相禹) 1893~1967 | 전상우 (全相禹) 1893~1967 |  |  | 김점문 (金點文) 1898~1978 | 김점문 (金點文) 1898~1978 | 김점문 (金點文) 1898~1978 | 김점문 (金點文) 1898~1978 | 김점문 (金點文) 1898~1978 | 김점문 (金點文) 1898~1978 |                           |                           |  |  |                       |                       |                       |                       |                       |                       |  |  |  |  |                           |                           |                           |                           |                           |                           |
|                  |                  |                  |                  |                  |                  |  |  |  |  |                       |                       |                       |                       |                       |                       |  |  |  |  | 전상우 (全相禹) 1893~1967 | 전상우 (全相禹) 1893~1967 | 전상우 (全相禹) 1893~1967 | 전상우 (全相禹) 1893~1967 | 전상우 (全相禹) 1893~1967 | 전상우 (全相禹) 1893~1967 |  |  | 김점문 (金點文) 1898~1978 | 김점문 (金點文) 1898~1978 | 김점문 (金點文) 1898~1978 | 김점문 (金點文) 1898~1978 | 김점문 (金點文) 1898~1978 | 김점문 (金點文) 1898~1978 |                           |                           |  |  |                       |                       |                       |                       |                       |                       |  |  |  |  |                           |                           |                           |                           |                           |                           |
|                  |                  |                  |                  |                  |                  |  |  |  |  |                       |                       |                       |                       |                       |                       |  |  |  |  |                           |                           |                           |                           |                           |                           |  |  |                           |                           |                           |                           |                           |                           |                           |                           |  |  |                       |                       |                       |                       |                       |                       |  |  |  |  |                           |                           |                           |                           |                           |                           |
|                  |                  |                  |                  |                  |                  |  |  |  |  |                       |                       |                       |                       |                       |                       |  |  |  |  |                           |                           |                           |                           |                           |                           |  |  |                           |                           |                           |                           |                           |                           |                           |                           |  |  |                       |                       |                       |                       |                       |                       |  |  |  |  |                           |                           |                           |                           |                           |                           |
| 전열환 1915~1925 | 전열환 1915~1925 | 전열환 1915~1925 | 전열환 1915~1925 | 전열환 1915~1925 | 전열환 1915~1925 |  |  |  |  | 전규곤 1916~1916      | 전규곤 1916~1916      | 전규곤 1916~1916      | 전규곤 1916~1916      | 전규곤 1916~1916      | 전규곤 1916~1916      |  |  |  |  | 전기환 (全基煥) 1929~2019 | 전기환 (全基煥) 1929~2019 | 전기환 (全基煥) 1929~2019 | 전기환 (全基煥) 1929~2019 | 전기환 (全基煥) 1929~2019 | 전기환 (全基煥) 1929~2019 |  |  |                           |                           | 전두환 (全斗煥) 1931~2021 | 전두환 (全斗煥) 1931~2021 | 전두환 (全斗煥) 1931~2021 | 전두환 (全斗煥) 1931~2021 | 전두환 (全斗煥) 1931~2021 | 전두환 (全斗煥) 1931~2021 |  |  | 이순자 (李順子) 1939~ | 이순자 (李順子) 1939~ | 이순자 (李順子) 1939~ | 이순자 (李順子) 1939~ | 이순자 (李順子) 1939~ | 이순자 (李順子) 1939~ |  |  |  |  | 전경환 (全敬煥) 1942~2021 | 전경환 (全敬煥) 1942~2021 | 전경환 (全敬煥) 1942~2021 | 전경환 (全敬煥) 1942~2021 | 전경환 (全敬煥) 1942~2021 | 전경환 (全敬煥) 1942~2021 |
| 전열환 1915~1925 | 전열환 1915~1925 | 전열환 1915~1925 | 전열환 1915~1925 | 전열환 1915~1925 | 전열환 1915~1925 |  |  |  |  | 전규곤 1916~1916      | 전규곤 1916~1916      | 전규곤 1916~1916      | 전규곤 1916~1916      | 전규곤 1916~1916      | 전규곤 1916~1916      |  |  |  |  | 전기환 (全基煥) 1929~2019 | 전기환 (全基煥) 1929~2019 | 전기환 (全基煥) 1929~2019 | 전기환 (全基煥) 1929~2019 | 전기환 (全基煥) 1929~2019 | 전기환 (全基煥) 1929~2019 |  |  |                           |                           | 전두환 (全斗煥) 1931~2021 | 전두환 (全斗煥) 1931~2021 | 전두환 (全斗煥) 1931~2021 | 전두환 (全斗煥) 1931~2021 | 전두환 (全斗煥) 1931~2021 | 전두환 (全斗煥) 1931~2021 |  |  | 이순자 (李順子) 1939~ | 이순자 (李順子) 1939~ | 이순자 (李順子) 1939~ | 이순자 (李順子) 1939~ | 이순자 (李順子) 1939~ | 이순자 (李順子) 1939~ |  |  |  |  | 전경환 (全敬煥) 1942~2021 | 전경환 (全敬煥) 1942~2021 | 전경환 (全敬煥) 1942~2021 | 전경환 (全敬煥) 1942~2021 | 전경환 (全敬煥) 1942~2021 | 전경환 (全敬煥) 1942~2021 |
|                  |                  |                  |                  |                  |                  |  |  |  |  |                       |                       |                       |                       |                       |                       |  |  |  |  |                           |                           |                           |                           |                           |                           |  |  |                           |                           |                           |                           |                           |                           |                           |                           |  |  |                       |                       |                       |                       |                       |                       |  |  |  |  |                           |                           |                           |                           |                           |                           |
|                  |                  |                  |                  |                  |                  |  |  |  |  |                       |                       |                       |                       |                       |                       |  |  |  |  |                           |                           |                           |                           |                           |                           |  |  |                           |                           |                           |                           |                           |                           |                           |                           |  |  |                       |                       |                       |                       |                       |                       |  |  |  |  |                           |                           |                           |                           |                           |                           |
|                  |                  |                  |                  |                  |                  |  |  |  |  | 전재국 (全宰國) 1959~ | 전재국 (全宰國) 1959~ | 전재국 (全宰國) 1959~ | 전재국 (全宰國) 1959~ | 전재국 (全宰國) 1959~ | 전재국 (全宰國) 1959~ |  |  |  |  | 전재용 (全在庸) 1964~     | 전재용 (全在庸) 1964~     | 전재용 (全在庸) 1964~     | 전재용 (全在庸) 1964~     | 전재용 (全在庸) 1964~     | 전재용 (全在庸) 1964~     |  |  | 박상아 (朴相兒) 1972~     | 박상아 (朴相兒) 1972~     | 박상아 (朴相兒) 1972~     | 박상아 (朴相兒) 1972~     | 박상아 (朴相兒) 1972~     | 박상아 (朴相兒) 1972~     |                           |                           |  |  | 전재만 (全在晩) 1971~ | 전재만 (全在晩) 1971~ | 전재만 (全在晩) 1971~ | 전재만 (全在晩) 1971~ | 전재만 (全在晩) 1971~ | 전재만 (全在晩) 1971~ |  |  |  |  | 전효선 (全孝善) 1962~     | 전효선 (全孝善) 1962~     | 전효선 (全孝善) 1962~     | 전효선 (全孝善) 1962~     | 전효선 (全孝善) 1962~     | 전효선 (全孝善) 1962~     |
|                  |                  |                  |                  |                  |                  |  |  |  |  | 전재국 (全宰國) 1959~ | 전재국 (全宰國) 1959~ | 전재국 (全宰國) 1959~ | 전재국 (全宰國) 1959~ | 전재국 (全宰國) 1959~ | 전재국 (全宰國) 1959~ |  |  |  |  | 전재용 (全在庸) 1964~     | 전재용 (全在庸) 1964~     | 전재용 (全在庸) 1964~     | 전재용 (全在庸) 1964~     | 전재용 (全在庸) 1964~     | 전재용 (全在庸) 1964~     |  |  | 박상아 (朴相兒) 1972~     | 박상아 (朴相兒) 1972~     | 박상아 (朴相兒) 1972~     | 박상아 (朴相兒) 1972~     | 박상아 (朴相兒) 1972~     | 박상아 (朴相兒) 1972~     |                           |                           |  |  | 전재만 (全在晩) 1971~ | 전재만 (全在晩) 1971~ | 전재만 (全在晩) 1971~ | 전재만 (全在晩) 1971~ | 전재만 (全在晩) 1971~ | 전재만 (全在晩) 1971~ |  |  |  |  | 전효선 (全孝善) 1962~     | 전효선 (全孝善) 1962~     | 전효선 (全孝善) 1962~     | 전효선 (全孝善) 1962~     | 전효선 (全孝善) 1962~     | 전효선 (全孝善) 1962~     |

- 아버지: 이규동(李圭東, 1911년 12월 23일~2001년 9월 11일)
- 어머니: 이봉년(李鳳年, 1911년 4월 25일~1991년 10월 21일)
- 언니(요절)
  - 여동생: 이신자(李信子, 1945년~), 이정순(李貞純, 1948년~)
  - 남동생: 이창석(李昌錫, 1951년~) EG 대표이사 회장
  - 남편: 전두환[全斗煥, 1931년 3월 6일 (1931년 음력 1월 18일) - 2021년 11월 23일] 대한민국 제11·12대 대통령
    - 장남: 전재국(1959년~) 현재 시공사 회장
    - 며느리: 정도경(1961년~)
      - 손녀: 전수현(1985년~)
      - 손자: 전우석(1988년~)

    - 딸: 전효선(1962년~) 윤상현하고 이혼
    - 사위: 윤상현(1962년~) 이혼
    - 차남: 전재용(1964년~) 비엘에셋 대표이사
    - 며느리: 박상아(1972년 6월 20일)
    - 삼남: 전재만(1971년~)
    - 며느리: 이윤혜(1971년~)

  - 시아주버니: 전기환(1929년~)
  - 손윗 동서: 최수자(1931년~)
    - 조카 딸: 전용희(1955년~)
    - 조카 아들: 전승규(1958년~), 전종규(1962년~)
      - 조카 손녀: 전지혜(1984년~)

  - 시동생: 전경환(1942년~2021년)
  - 손아랫 동서: 손춘지(1944년~)
    - 조카 아들: 전창규(1965년~)
    - 조카 딸: 전유정(1967년~), 전유신(1970년~)

  - 올케: 홍정녀 (洪貞女, 1952년~)
    - 조카 아들: 이원근 (1980년~)
- 작은 아버지: 이규승 (李圭承, 1915년~1996년)
- 작은 아버지: 이규광 (李圭光, 1925년~2012년)
- 작은 어머니: 장성희 (張星姬, 1932년~)
  - 사촌 동생: 이웅석 (李雄錫, 1953년~)
  - 5촌 조카: 이우진 (1980~)

## 같이 보기
- 전두환
- 이규동
- 이규광
- 장영자
- 차용애

## 기타
- 고려시대의 재상 이조년의 후손이다.

- 전두환과 네 명의 자녀를 두었다. 세 명의 아들(전재용, 전재국, 전재만)과 딸(전효선)이다. 전두환은 2021년 11월 23일 혈액암 합병증으로 사망했다.[7][8]

- 사저에 고용된 하인이 10여 명이라고 한다.[9]

## 대중 매체

### 드라마
- 이상숙 - 1995년 《제4공화국》 MBC 드라마
- 견미리 - 1995년 《코리아게이트》 SBS 드라마
- 이상숙 - 1998년 《삼김시대》 SBS 드라마
- 김영란 - 2005년 《제5공화국》 MBC 드라마

### 영화
- 김옥주 - 2023년 《서울의 봄》